# Oigny (Loir-et-Cher)
Oigny foi uma comuna francesa na região administrativa do Centro, no departamento de Loir-et-Cher. Estendia-se por uma área de 9,86 km². Em 2010 a comuna tinha 93 habitantes (densidade: 9,4 hab./km²).
Em 1 de janeiro de 2018, passou a formar parte da comuna de Couëtron-au-Perche.